# Виборча реформа (1832)

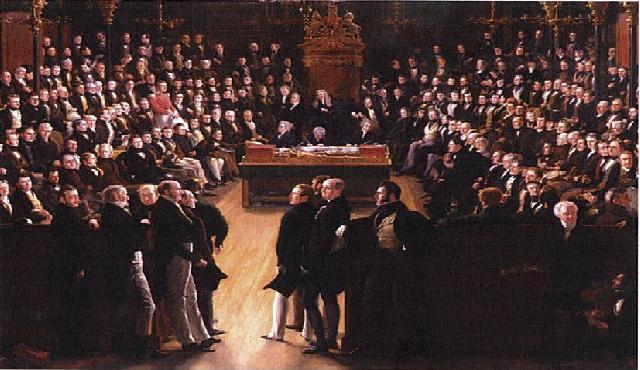
Картина, яка зображує перший етап обговорення реформи у палаті громад

Виборча реформа 1832 року (англ. Reform Act 1832) — парламентський акт, яким було внесено зміни до виборчої системи Великої Британії.

## Історія
Заклики до проведення реформи почались задовго до 1832 року, але були безуспішними. Підсумковий проєкт закону було запропоновано партією вігів на чолі з Прем'єр-міністром лордом Греєм. Він зустрів значну опозицію з боку парламентських фракцій, які керували країною упродовж тривалого часу (особливо опозиція відчувалась у палаті лордів). Тим не менше, в результаті тиску з боку громадськості, законопроєкт було ухвалено.
Законом було надано представництво у парламенті великим містам, що виникли в ході промислової революції, а також було вилучено представництво «гнилих містечок». Окрім того закон збільшив кількість осіб, які мали право голосу, збільшивши число електорату з близько 400 000 до 650 000 чоловік, що дозволило брати участь у голосуванні кожній шостій людині із загальної кількості населення близько 14 мільйонів.
Повна назва — Закон про внесення поправок у представництво в Англії та Уельсі. Закон був чинним тільки на території Англії та Уельсу; окремі закони було прийнято для Шотландії та Ірландії того ж року.